# Mike Heiter

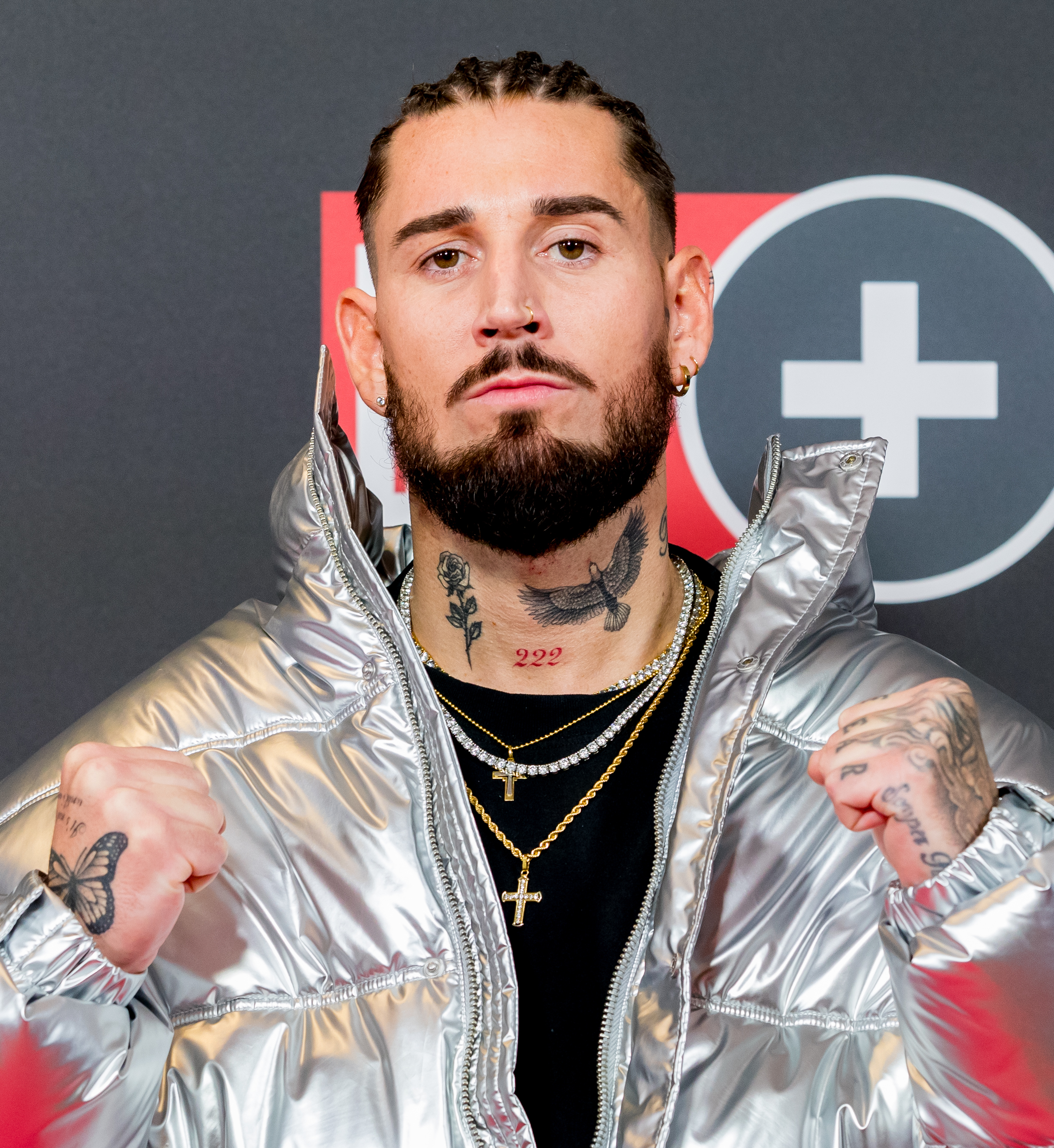
Mike Heiter beim Fame Fighting (2023)

Mike Mario Heiter (* 13. Mai 1992 in Essen) ist ein deutscher Reality-TV-Teilnehmer und Rapper. Er ist Gründer eines Modelabels.

## Leben
Heiters Eltern ließen sich scheiden, als er noch ein kleines Kind war, blieben aber freundschaftlich verbunden. Er wuchs in Essen auf und ist gelernter Kfz-Mechatroniker. Bekannt wurde Heiter 2017 mit der Teilnahme an der ersten Staffel der Dating-Reality-Show Love Island auf RTL II. Er kam mit Chethrin Schulze bis ins Finale und erreichte den 3. Platz. Kurze Zeit später gaben die beiden die Trennung bekannt.
In der Zeit von 2017 bis 2020 war er mit Elena Miras zusammen, die ebenfalls Kandidatin bei Love Island war und mit der er eine Tochter hat, die am 1. August 2018 geboren wurde. Im September 2019 gewann er zusammen mit Miras die vierte Staffel von Das Sommerhaus der Stars – Kampf der Promipaare auf RTL. 2020 moderierte Heiter zusammen mit Miras die deutschsprachige Version von Just Tattoo of Us bei TVNow. Im September veröffentlichte er zusammen mit ihr die Single Anker.  Im Herbst 2020 trennten sich Heiter und Miras.
Im Jahr 2021 war Heiter Teilnehmer der großen Dschungelshow, einer Spezialstaffel von Ich bin ein Star – Holt mich hier raus!, auf RTL. 2024 nahm Heiter als Kandidat an der 17. Staffel von Ich bin ein Star – Holt mich hier raus! teil und erreichte den fünften Platz.
Nach dem Dschungelcamp 2024 kam er mit Leyla Lahouar zusammen, die ebenfalls Teilnehmerin im Dschungelcamp war. 
Ab Oktober 2024 waren die beiden bei Promi Big Brother zu sehen, wo Mike seiner Leyla einen Heiratsantrag machte.
Am 7. Dezember 2024 wurde Mike bei den RTL+ Reality Awards als der beliebteste männliche Reality Star des Jahres gekrönt. Zusätzlich gewann er zusammen mit Leyla den Reality Award in der Kategorie „Lovestory des Jahres“.
Am 5. Juli 2025 heiratete Mike seine Frau Leyla.

## Fernsehauftritte
- 2017: Love Island (Kandidat) (RTL II)
- 2019: Get the Fuck out of my House (Kandidat) (ProSieben)
- 2019: Das Sommerhaus der Stars – Kampf der Promipaare (Kandidat) (RTL)
- 2020: Just Tattoo of Us (Moderator) (TVNOW)
- 2020: Promi Ninja Warrior Germany (Kandidat) (RTL)
- 2021: Ich bin ein Star – Die große Dschungelshow (Kandidat) (RTL)
- 2021: Kampf der Realitystars – Schiffbruch am Traumstrand (Kandidat) (RTL II)
- 2022: Ich bin ein Star – Die Stunde danach (Gast) (RTL)
- 2023: Are You The One? Realitystars in Love (Kandidat) (RTL+)
- 2023: Fame Fighting (Kandidat) (Bild Sport)
- 2024: Ich bin ein Star – Holt mich hier raus! (Kandidat) (RTL)
- 2024: Promi Big Brother (Kandidat) (Sat.1)
- 2025: Promi Ninja Warrior Germany (Kandidat) (RTL)
- 2025: Eltons 12 (Kandidat) (RTL)
- 2025: The 50 (Kandidat) (Prime Video)

## Diskografie

### Singles
- 2018: Eine Insel (mit Manuellsen)[8]
- 2020: Anker (mit Elena Miras), El Cartel Music[9]
- 2022: Belaire (mit Laura Morante)[10]